# Forvo
Forvo.com és una web que permet l'accés a la reproducció de la pronunciació de mots en mantes llengües, per mor de facilitar l'aprenentatge d'idiomes. Va sorgir per idea de tres bascos: Israel Rondón (dissenyador web), Félix Vela (enginyer informàtic) i Yoel González (programador). Forvo va ser llançat el 2007 i va entrar en funcionament el 2008. forvo.com és propietat de Forvo Media SL, que es troba a Sant Sebastià (País Basc). La guia de pronunciació Forvo es va consagrar com una de les més grans del seu tipus a la xarxa. Totes les pronunciacions d'aquest siti les fan locutors en llur llengua materna. Els usuaris registrats tenen dret de votar, positiva o negativament per la qualitat de les pronunciacions enregistrades en un objectiu de qualificar i promoure'n les millors, particularment situant-ne les millors al capdamunt de les llistes dels resultats de cerca. Amb aquest esperit, les paraules també són subjectes a revisió i qualsevol membre les pot editar. Forvo.com utilitza la tecnologia d'Adobe Flash per a desar els audiogrames.